# Teretrius marginatus
Teretrius marginatus är en skalbaggsart som beskrevs av Lewis 1910. Teretrius marginatus ingår i släktet Teretrius och familjen stumpbaggar. Inga underarter finns listade i Catalogue of Life.